# (3548) Eurybates
(3548) Eurybates ist ein Asteroid aus der Gruppe der Jupiter-Trojaner. Damit werden Asteroiden bezeichnet, die bei den Lagrange-Punkten auf der Bahn des Jupiter um die Sonne laufen. (3548) Eurybates wurde am 19. September 1973 vom niederländischen Forscherteam Cornelis Johannes van Houten, Ingrid van Houten-Groeneveld und Tom Gehrels entdeckt. Er ist dem vorauseilenden Lagrangepunkt L4 zugeordnet.
Der Asteroid ist nach dem mythischen griechischen Herold Eurybates, dem Freund und Begleiter des Odysseus, benannt.
 Im August 2027 soll die Raumsonde Lucy an Eurybates vorbeifliegen.
Am 10. Januar 2020 gab das Minor Planet Center mit MPEC 2020-A113 die Entdeckung eines Mondes bekannt. Er wurde mit dem Hubble-Weltraumteleskop am 12. September 2018 erstmals beobachtet, erneut am 14. September 2018 und ein drittes Mal am 3. Januar 2020. Die scheinbare Helligkeit betrug 26,95 mag, was unter Voraussetzung einer gleichen Albedo wie der von Eurybates einem mittleren Durchmesser von 0,6–1 km entspräche. Die Rotationsperiode des Satelliten beträgt 82,6±0,4 Tage, die mittlere Bahnhalbachse 2310 ± 100 km und seine Exzentrizität ca. 0,05.
Der Mond wurde Queta benannt, nach der mexikanischen Leichtathletin Enriqueta Basilio. Der Satellit ist besonders interessant, weil Eurybates das größte Mitglied der einzigen bis jetzt bekannten und bestätigten Familie von Trojanern ist, die auf eine Kollision zurückgeführt werden kann. Lucy soll ein entsprechend erweitertes Programm erhalten, um ihn genauer zu erforschen.